# Prisaca, Cimișlia
Prisaca este un sat din cadrul comunei Hîrtop din raionul Cimișlia Republica Moldova.

## Demografie

### Structura etnică
Structura etnică a localității conform recensământului populației din 2004:
| Grup etnic                    | Populație | % Procentaj |
| ----------------------------- | --------- | ----------- |
| Băștinași declarați Moldoveni | 61        | 69,32%      |
| Ucraineni                     | 20        | 22,73%      |
| Ruși                          | 4         | 4,55%       |
| Bulgari                       | 3         | 3,41%       |
| Total                         | 88        |             |